# Analyse didactique
L'analyse didactique est la formation des futurs psychanalystes.
Le terme est employé à partir de 1922, puis adopté en 1925 par l'International Psychoanalytical Association (IPA).

## Histoire
C'est Carl Gustav Jung qui eut l'idée en premier, de "traiter les élèves comme des patients". Sigmund Freud, écrit en 1912 : " Il fit ressortir la nécessité pour toute personne voulant pratiquer l'analyse de se soumettre auparavant elle-même à cette expérience chez un analyste qualifié".
C'est à la Société psychologique du Mercredi que les premiers psychanalystes  mirent en place le principe de l'analyse didactique. 
En 1919, Hermann Nunberg propose à l'International Psychoanalytical Association (IPA) que tout analyste suive auparavant une analyse. Otto Rank et Sándor Ferenczi s'y opposent et aucun vote n'a lieu. 
Le terme d'analyse didactique est employé à partir de 1922 et le principe se voit adopté en 1925 par l'IPA, à la suite du travail de Max Eitingon dans le cadre de l'Institut psychanalytique de Berlin.

## Règles
L'analyse didactique va de pair avec d'autres règles essentielles de la psychanalyse. Pour le psychanalyste, il s'agit de suivre une analyse didactique et une analyse de contrôle, supervision d'une première analyse par un analyste confirmé. Par la suite, le psychanalyste doit respecter les règles fondamentales, ne pas se lier à ses patients, (l’abstinence comme règle que s’impose l’analyste) mais bien plus largement respecter un quota de séances par semaine, une certaine durée pour les séances..

## Débats
Au sein même de la psychanalyse la formation se voit controversée. 
- Michael Balint compara l'analyse didactique à une cérémonie initiatique.
- Jacques Lacan quitta l'IPA en 1953, en refusant le concept même d'analyse didactique, pour lui le futur psychanalyste devait s'engager dans une cure type puis "s'autoriser de lui-même" à devenir Psychanalyste.

En fait aujourd'hui, on ne fait guère plus de différence entre "analyse didactique" et cure psychanalytique ou "cure type".